# Trzebień (województwo dolnośląskie)
Trzebień (dawniej niem. Kittlitztreben, ros. Тшебень) – wieś w Polsce położona w województwie dolnośląskim, w powiecie bolesławieckim, w gminie Bolesławiec.

## Położenie
Wieś leży w Borach Dolnośląskich – w obrębie leśnym Wierzbowa, nad Bobrem, przy drodze wojewódzkiej nr 297.

## Nazwa
W księdze łacińskiej Liber fundationis episcopatus Vratislaviensis (pol. Księga uposażeń biskupstwa wrocławskiego) spisanej za czasów biskupa Henryka z Wierzbna w latach 1295–1305 miejscowość wymieniona jest w zlatynizowanej formie Treben Calvi, Treben Kathmanin oraz Treben Martini.

## Historia

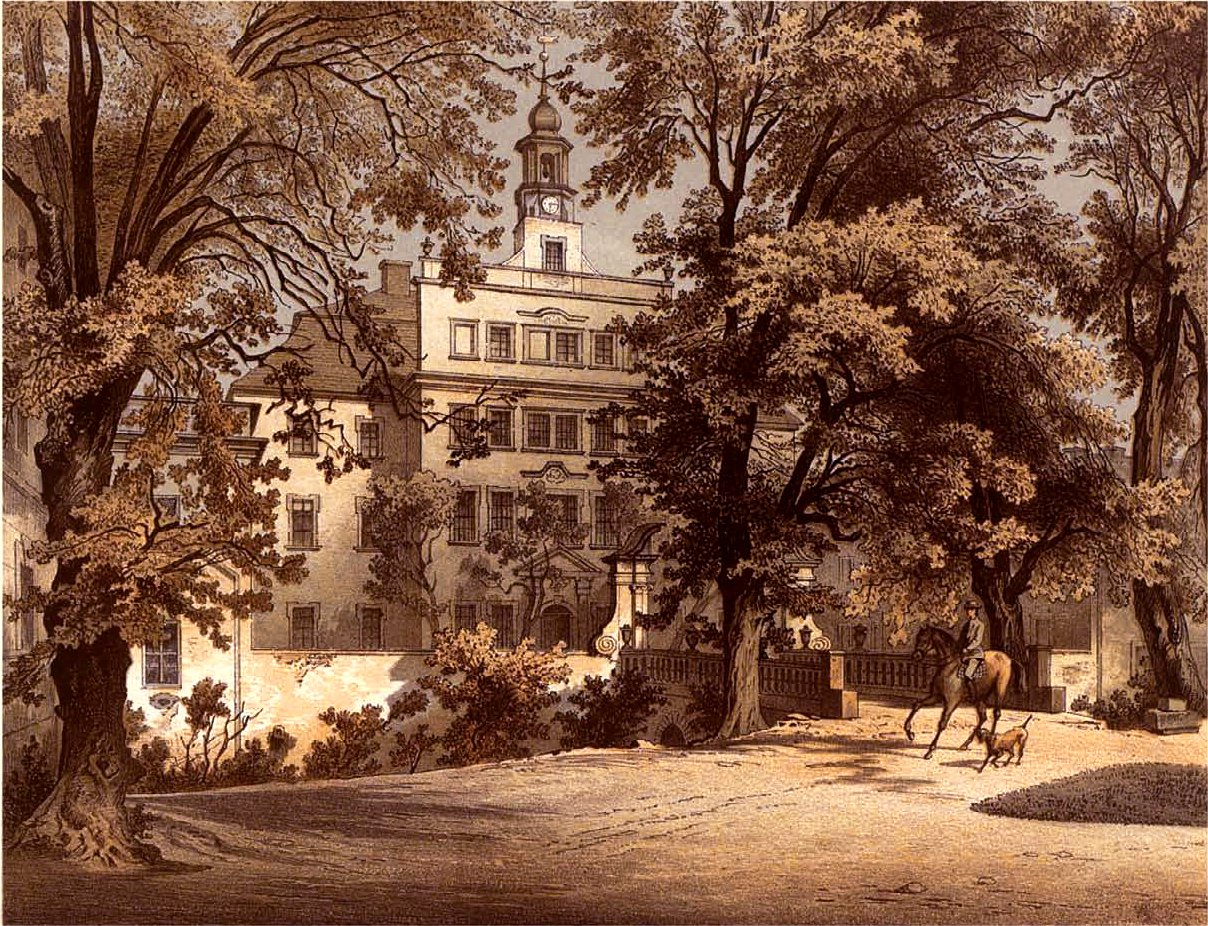
Pałac na starej rycinie, między 1857 a 1883

Znaleziono tutaj ślady osady i cmentarzyska z epoki brązu. Wymieniona w dokumencie z 1305 jako Treben Calvi, początkowo własność von Kittlitzów, którzy w 1468 sprzedali wieś von Bibranom. Bibranowie w latach 1601–1603 wznieśli renesansowy pałac, a następnie w 1604 sprzedali wieś, aby w 1679 nabyć ją ponownie. 
Pałac spłonął w 1642 i został odbudowany dopiero w 1671. W 1722 Bibranowie ponownie sprzedali wieś, od 1727 była ona własnością Hochbergów, którzy zniszczyli oryginalny wystrój pałacu. Nakazali wykucie oryginalnych detali architektonicznych, aby wykorzystać je przy budowie tzw. Starego Zamku w Książu. 
Pałac został zniszczony w 1945, a w późniejszym czasie rozebrany. W latach 1945–1954 siedziba gminy Trzebień. W latach 1975–1998 miejscowość położona była w województwie jeleniogórskim. W okresie PRL duża baza wojsk radzieckich.

### FiliaGroß-Rosen
W miejscowości znajdowała się filia obozu koncentracyjnego Groß-Rosen.

### Zabytki
Na listę zabytków Narodowego Instytutu Dziedzictwa wpisany jest park pałacowy z XVIII–XIX wieku.